# Onoclea pensylvatica
Onoclea pensylvatica là một loài dương xỉ trong họ Onocleaceae. Loài này được Sm. mô tả khoa học đầu tiên năm 1813.
Danh pháp khoa học của loài này chưa được làm sáng tỏ. 